# Australachalcus robustus
Australachalcus robustus är en tvåvingeart som beskrevs av Marc Pollet 2005. Australachalcus robustus ingår i släktet Australachalcus och familjen styltflugor. Inga underarter finns listade i Catalogue of Life.